# Glaphyropyga attenuata
Glaphyropyga attenuata là một loài ruồi trong họ Asilidae. Glaphyropyga attenuata được Hull miêu tả năm 1958. Loài này phân bố ở vùng Tân nhiệt đới.